# مان SL200
مان SL200 (بالإنجليزية: MAN SL200)‏ عبارة عن حافلة ترانزيت صنعتها شركة مان للشاحنات والحافلات بين عامي 1973 و1988، واستندت إلى الجيل الأول من تصميم هيكل VöV-Standard-Bus الألماني. تم بناء أكثر من 5500 وحدة من الإصدار القياسي لمحرك الأقراص الأيسر. كان هناك أيضًا العديد من إصدارات شاسيه المقود الأيمن المتاحة لهيكل الهيكل الخارجي، وقد تم تسليم بعضها مع إطار الهيكل.